# Sampaio (Rio de Janeiro)
Sampaio è un quartiere (bairro) della Zona Nord della città di Rio de Janeiro in Brasile.

## Amministrazione
Sampaio fu istituito come bairro a sé stante il 23 luglio 1981 come parte della Regione Amministrativa XIII - Méier  del municipio di Rio de Janeiro.